# Władysław Rólski
Władysław Rólski (ur. 24 czerwca 1914 w Gębicach, zm. w 2003) – polski działacz partyjny i dyplomata, ambasador w Etiopii (1969–1973).

## Życiorys
Syn Zygmunta i Julianny. Ukończył Państwowe Seminarium Nauczycielskie w Wejherowie (1933) oraz Szkołę Podchorążych Piechoty (1937). Następnie został przydzielony do I Batalionu Strzelców w Wejherowie, gdzie był dowódcą plutonu rozpoznawczego. We wrześniu 1939 brał udział w obronie Wybrzeża. Dostał się do niewoli i do maja 1945 przebywał w oflagach: Itzehoe, Lubeka i Woldenberg. Dokształcał się tam – ukończył dwa lata studiów prawniczych oraz trzyletnie studium języka angielskiego.
W lutym 1946 został pracownikiem Ministerstwa Spraw Zagranicznych (MSZ). W marcu 1946 wstąpił do Polskiej Partii Robotniczej, a w 1948 do Polskiej Zjednoczonej Partii Robotniczej (PZPR). W latach 1948–1952 przebywał na placówkach w Oslo i Helsinkach na stanowisku II sekretarza oraz attaché Polskiego Komitetu Olimpijskiego podczas Zimowych Igrzysk Olimpijskich w Oslo (1952) i Letnich Igrzysk Olimpijskich w Helsinkach (1952). Od 1953 pracował w Głównym Komitecie Kultury Fizycznej i Turystyki, początkowo jako naczelnik wydziału, a od 1955 dyrektor Gabinetu Przewodniczącego GKKFiT. Jednocześnie był I sekretarzem Podstawowej Organizacji Partyjnej PZPR przy GKKFiT (1955–1957). W latach 1956–1961 studiował w Szkole Głównej Służby Zagranicznej. W 1962 wrócił do MSZ. Od października 1962 do września 1967 był I sekretarzem Ambasady w Hadze, a od września 1967 do listopada 1969 naczelnikiem wydziału organizacyjnego w Gabinecie Ministra, następnie zaś rzeczoznawca w Departamencie Studiów i Programowania MSZ. Od listopada 1969 do listopada 1973 pełnił funkcję Ambasadora w Etiopii, akredytowanego także w Somalii. Później pracował w Centrum Informacji MSZ. W latach 1980–1981 na stanowisku radcy ministra pełnomocnego Ambasady w Ottawie.
W 1955 został odznaczony Medalem 10-lecia Polski Ludowej.
Pochowany w Gębicach.